# Lackarbete

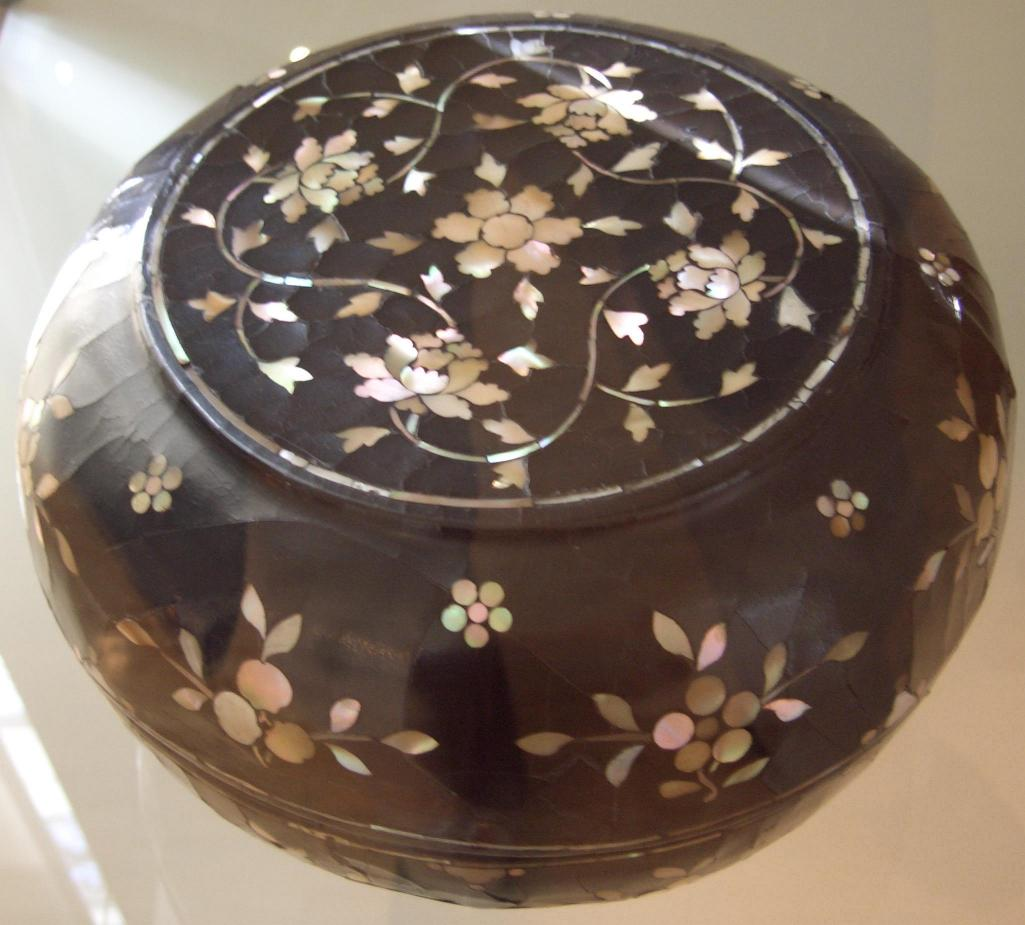
Kinesisk lackask från 1500-talet med inläggningar av pärlemor.

Lackarbete är ett arbete i trä, som överdragits med japanlack, en harts från lackträdet även kallad ferniss-sumak (Toxicodendron vernicifluum).
De äldsta föremålen i lack härstammar från 1000-talet f. kr. då lacken användes som konserveringsmedel för trä. I allmänhet täcktes träet före lackens påstrykande av en tunn hampväv. Under de första århundradena f. kr. utvecklades tekniken att färga in den råa lacksaften med rött färgpulver, senare även med andra färger. Från Handynastin finns ett rikt fyndmaterial av såväl enfärgade som polykroma rikt dekorerade bruksartiklar bevarade. Redan under den här tiden försåg man även en del askar med inläggningar av förgylld brons. Under Tangdynastin blev det vanligt att lägga in rika mönster av tunna guld- eller silverbleck, så kallade ping-to. Under nästa konstnärligt nyskapande period, Songdynastin uppträder både odekorerat mörk lack och pjäser med inläggningar av pärlemor. Nu förekommer också de första proven på skuret relieflack som under Yuandynastin blir det vanligaste. Under sen Yuandynasti utvecklas tekniken qiangjin som innebär att man mot en i regel rödfärgad lackfond graveras in mönster som fylls med guld. Under Xuande (1425-35) uppträdde en ny teknik, som innebar att man i ett första lager av naturfärgad lack skurit ut mönster, som sedan fyllt med lack färgat i grönt, rött och ljusbrunt. Under Jiajing-kejsaren och Wanli (1572-1620) blev tekniken vanlig på askar, skålar och även möbler. Senare blev även lack som dekor på porslin vanligt.
För buddhaskulpturer utvecklades en särskild teknik kalla torrlack. Den innebar att textilier indränkta i lack lades kring en kärna av trä eller keramik som därefter avlägsnades.
Från Kina spred sig tekniken till Korea, där man under 500-talet började framställa lackarbeten för hovets räkning. I Korea utvecklades en egen mönstertradition, inspirerad från arbeten i silver och celadonkeramik. Pärlemorinlagda lackaarbeten med dekor i svart och rött kom senare att bli en specialitet för Korea, som kom att leva kvar in i modern tid.
I Japan skapas de första lackarbetena redan omkring år 0. Det är dock först på 500-talets mitt som tekniken kom att nå en högre nivå.
Lackarbeten i en annan teknik har förekommit i Thailand, Myanmar, Indien och Persien. Under 1600-talets slut började man kopiera de kinesiska arbetena i Europa, men då lackade med Schellack.